# إنجليز
الإنجليز هم مجموعة عرقية جرمانية أصليَّة في إنجلترا ويتحدثون اللغة الإنجليزية. تعود أصول الهوية الإنجليزية إلى أوائل العصور الوسطى، عندما كانت معروفة في اللغة الإنجليزية القديمة باسم عائلة أنجل (باللغة الإنجليزية القديمة: Angelcynn). واستمدت التسمية العرقية من شعب الأنجل، وهي واحدة من الشعوب الجرمانية التي هاجرت من جنوب الدنمارك إلى بريطانيا العظمى في حوالي القرن الخامس الميلادي. إنجلترا هي واحدة من بلدان المملكة المتحدة، وغالبيَّة الناس الذين يعيشون هناك هم مواطنون بريطانيون.
ينحدر الإنجليز إلى حد كبير من مجموعتين تاريخيتين رئيسيتين من السكان؛ آوائل البريطونيين الكلت والقبائل الجرمانية التي استقرت في بريطانيا بعد انسحاب الرومان وهي شعب الأنجل والساكسون واليوت والفريزيين. وعُرفت مجتمعةً باسم الأنجلو ساكسون، وأسسوا ما كان سيصبح مملكة إنجلترا في أوائل القرن العاشر، رداً على الغزو والإستيطان الطفيف للدنماركيين الذي بدأ في أواخر القرن التاسع. وتبع ذلك غزو النورمان واستيطان محدود من الأنجلو نورمان في إنجلترا في أواخر القرن الحادي عشر. وفي قانون الاتحاد 1707، خلفت مملكة إنجلترامملكة بريطانيا العظمى. وعلى مر السنين، أصبحت العادات والهوية الإنجليزية منسجمة بشكل وثيق مع العادات والهوية البريطانية بشكل عام.
اليوم العديد من الأشخاص الإنجليز لديهم أسلاف من أجزاء أخرى من المملكة المتحدة، بينما ينحدر البعض من المهاجرين الأحدث القادمين من دول أوروبية أخرى ومن الكومنولث. وتضم بلدان عدة على مجتمعات من أصول إنجليزية مثل الولايات المتحدة، أستراليا، نيوزيلندا. يعتنق أغلب الإنجليز المسيحية دينًا على مذهب الأنجليكانية.
إن الشعب الإنجليزي هم مصدر اللغة الإنجليزية، ونظام وستمنستر، ونظام القانون العام والعديد من الرياضات الرئيسية مثل الكريكيت وكرة القدم، واتحاد الرغبي، ودوري الرغبي والتنس. انتشرت هذه الخصائص وغيرها من الخصائص الثقافية الإنجليزية في جميع أنحاء العالم، جزئياً نتيجة للإمبراطورية البريطانية السابقة.

## تاريخ الإنجليز

### المستعمرات الأنجلوسكسونية
كان الأنجلوساكسون أول من أطلق عليهم اسم «الإنجليز»، وهي مجموعة من القبائل الجرمانية المتقاربة التي بدأت بالهجرة إلى شرق وجنوب بريطانيا من جنوب الدنمارك وشمال ألمانيا في القرن الخامس الميلادي، بعد انسحاب الرومان من بريطانيا. أعطى الأنجلوساكسون اسمهم لإنجلترا («إنجلا لاند» ويقصد بها أرض الأنجلز) وللشعب الإنجليزي.
وصل الأنجلوساكسون إلى أرض كانت مأهولة بالفعل بأشخاص يُطلق عليهم اسم «الرومان البريطانيون»، وهم أحفاد السكان الأصليين المتحدثين باللغة البريثونية الذين عاشوا في منطقة بريطانيا تحت الحكم الروماني خلال القرن الأول إلى الخامس الميلادية. عنت الطبيعة متعددة الأعراق للإمبراطورية الرومانية أن أعدادًا صغيرة من الشعوب الأخرى قد كانت موجودة أيضًا في إنجلترا قبل وصول الأنجلوساكسون. هناك دليل أثري على وجود مبكر لأشخاص من شمال أفريقيا في حامية رومانية في أبلافا، المعروفة الآن باسم بورغ-باي-ساندز في كمبريا: إذ يذكر نقش من القرن الرابع أن الوحدة العسكرية الرومانية («وحدة من الموريين الأورليانيين») من موريتانيا (المغرب) تمركزت هناك. رغم ضم الإمبراطورية الرومانية شعوبًا من أماكن بعيدة وواسعة، إلا أن الدراسات الجينية تشير إلى أن الرومان لم يختلطوا كثيرًا مع السكان البريطانيين.
الطبيعة الدقيقة لوصول الأنجلوساكسون وعلاقتهم بالرومان البريطانيين هي موضع نقاش. الرأي التقليدي هو أن غزوًا جماعيًا من قبل قبائل الأنجلوساكسون المختلفة أدى إلى تشريد كبير للسكان البريطانيين الأصليين في جنوب وشرق بريطانيا (ما يعرف الآن بإنجلترا باستثناء كورنوال). هذا الرأي مدعوم بكتابات جيلداس، الذي قدم الرواية التاريخية المعاصرة الوحيدة لتلك الفترة، ووصف فيها المجازر والمجاعات التي تعرض لها البريطانيون الأصليون على يد القبائل الغازية. علاوة على ذلك، فإن اللغة الإنجليزية لا تحتوي إلا على عدد قليل من الكلمات المقتبسة من المصادر البريثونية.
أعاد بعض علماء الآثار والمؤرخين تقييم هذا الرأي لاحقًا، إذ اقترحوا حصول هجرة على مستوىً صغير، ربما تمحورت حول نخبة من المحاربين الذكور الذين استولوا على حكم البلاد وبدأوا بالتطبع مع السكان المحليين تدريجيًا. ضمن هذا النظرية، اقترحت عمليتان أدتا إلى الأنجلوساكسنة. الأولى مشابهة للتغيرات الثقافية التي لوحظت في روسيا وشمال إفريقيا وأجزاء من العالم الإسلامي، حيث تتبنى الأغلبية المستقرة ثقافة أقلية قوية سياسيًا واجتماعيًا في فترة قصيرة نسبيًا. يُطلق على هذه العملية عادةً «هيمنة النخبة». تفسر العملية الثانية من خلال الحوافز، مثل «الويرغيلد» المذكورة في قانون «إين» من ويسيكس، والتي قدمت حافزًا لتبني الهوية الأنجلوساكسونية أو على الأقل التحدث باللغة الإنجليزية.
يكتب المؤرخ مالكوم تود: «من المرجح جدًا أن نسبة كبيرة من السكان البريطانيين الأصليين بقيت في مكانها وسيطرت عليها تدريجيًا أرستقراطية جرمانية، وفي بعض الحالات تزوجوا منها وتركت أسماء سلتية في قوائم الأسر الحاكمة الأنجلوساكسونية المبكرة، التي تعتبر مشكوكًا فيها إلى حد كبير. لكن كيفية تحديد الناجين من البريطونيين في المناطق ذات الغالبية الأنجلوساكسونية، سواء من الناحية الأثرية أو اللغوية، لا تزال واحدة من أعمق القضايا في تاريخ إنجلترا المبكر».
هناك رأي ناشئ يشير إلى أن درجة استبدال الأنجلوساكسون للسكان، وبالتالي مدى دوام بقاء الرومان البريطانيين، تفاوتت عبر إنجلترا، وبالتالي لا يمكن وصف استيطان بريطانيا من قبل الأنجلوساكسون بعملية واحدة محددة. يبدو أن الهجرة واسعة النطاق والتحول السكاني ينطبقان أكثر على المناطق الشرقية مثل إيست أنجليا ولينكولنشاير، في حين أنه في أجزاء من نورثمبريا، من المرجح أن جزءًا كبيرًا من السكان الأصليين بقي في مكانه حيث تولى القادمون السلطة بوصفهم نخبة.
في دراسة لأسماء الأماكن في شمال شرق إنجلترا وجنوب اسكتلندا، وجدت بيثاني فوكس أن المهاجرين استقروا بأعداد كبيرة في وديان الأنهار، مثل تلك الموجودة في تاين وتويد، بينما انتقل البريطانيون إلى مناطق التلال الأقل خصوبة واندماجوا ثقافيًا على مدى فترة زمنية أطول. تصف فوكس العملية التي أصبحت بها اللغة الإنجليزية مهيمنة في هذه المنطقة بأنها «توليفة من نماذج الهجرة الجماعية والاستيلاء النخبوي».

### الفايكنغ والدانلو
بدءًا من نحو عام 800 ميلادية، تلت موجات من الهجمات التي شنها الفايكنج الدنماركيون على سواحل الجزر البريطانية تدفقًا تدريجيًا من المستوطنين الدنماركيين في إنجلترا. في البداية، كان يُنظر إلى الفايكنج على أنهم شعب منفصل تمامًا عن الإنجليز. تكرس هذا الفصل عندما وقع ألفريد الكبير معاهدة ألفريد وغثروم لإنشاء «دانيلو»، وهو تقسيم لإنجلترا بين الحكم الإنجليزي والدنماركي، حيث احتل الدنماركيون شمال وشرق إنجلترا.
حقق خلفاء ألفريد انتصارات عسكرية ضد الدنماركيين، مما أدى إلى دمج جزء كبير من منطقة «دانيلو» في المملكة الإنجليزية الناشئة. استمرت الغزوات الدنماركية حتى القرن الحادي عشر، وكان هناك ملوك إنجليز ودنماركيون خلال الفترة التي تلت توحيد إنجلترا (مثلًا، كان إثيلريد الثاني (978-1013 و1014-1016) إنجليزيًا، بينما كان كنوت (1016-1035) دنماركيًا).
تدريجيًا، بدأ يُنظر إلى الدنماركيين في إنجلترا على أنهم «إنجليز». كان لهم تأثير ملحوظ على اللغة الإنجليزية؛ فالعديد من الكلمات الإنجليزية، مثل anger (غضب)، ball (كرة)، egg (بيضة)، got (حصل)، knife (سكين)، take (يأخذ)، و they (هم/هن) من أصل نورسي (اسكندنافي) قديم، كما أن أسماء الأماكن التي تنتهي بـ -thwaite و -by ذات أصول اسكندنافية.

### توحيد إنجلترا
لم يكن السكان الإنجليز موحدين سياسيًا حتى القرن العاشر. قبل ذلك، كانت هناك عدة ممالك صغيرة اندمجت تدريجيًا لتشكل «الهيبتاركية»، وهي سبع دول كان أقواها مرسيا وويسيكس. بدأ تشكيل الدولة القومية الإنجليزية عندما توحدت الممالك الأنجلوساكسونية ضد غزوات الفايكنج الدنماركيين، التي بدأت حوالي عام 800 ميلادي. خلال القرن والنصف التاليين، كانت إنجلترا كيانًا موحدًا سياسيًا في الغالب، وظلت كذلك بعد عام 954.
تأسست دولة إنجلترا في 12 يوليو 927 على يد أثيلستان من ويسيكس بعد معاهدة إيمونت بريدج، حيث نمت ويسيكس من مملكة صغيرة نسبيًا في الجنوب الغربي لتصبح ركينة تأسيس مملكة الإنجليز، متضمنةً جميع الممالك الأنجلوساكسونية ومنطقة دانيلو.

### الحكم النورماني والأنجوي
جلب الغزو النورماني لإنجلترا عام 1066 نهاية لحكم الأنجلوساكسون والدنماركيين في إنجلترا، حيث حلت النخبة النورمانية الناطقة بالفرنسية تقريبًا محل الأرستقراطية الأنجلوساكسونية وزعماء الكنيسة بشكل شبه كامل. بعد الغزو، أصبحت كلمة «الإنجليز» تشمل جميع سكان إنجلترا الأصليين، سواء كانوا من أصل أنجلوساكسوني أو إسكندنافي أو سلتي، وذلك لتمييزهم عن الغزاة النورمانيين الذين اعتُبروا «نورمان» حتى لو ولدوا في إنجلترا، وذلك لمدة جيل أو جيلين بعد الغزو. حكمت السلالة النورمانية إنجلترا لمدة 87 عامًا حتى وفاة الملك ستيفن في عام 1154، حيث انتقلت الخلافة إلى هنري الثاني من بيت بلانتاجينيت (الذي كان مقره في فرنسا)، وأصبحت إنجلترا جزءًا من الإمبراطورية الأنجوية حتى انهيارها في عام 1214.
تشير مصادر معاصرة مختلفة إلى أنه في غضون 50 عامًا من الغزو، تحول معظم النورمان خارج البلاط الملكي إلى التحدث باللغة الإنجليزية، بينما بقيت اللغة الفرنسية القديمة لغة الهيبة في الحكومة والقانون إلى حد كبير بسبب الجمود الاجتماعي. مثلًا، ذكر المؤرخ أودريك فيتاليس، المولود في عام 1075 وابن فارس نورماني، أنه تعلم الفرنسية كلغة ثانية فقط. استمر ملوك بلانتاجينيت في استخدام اللغة الأنجلونورمانية حتى تولي إدوارد الأول العرش. مع مرور الوقت، أصبحت اللغة الإنجليزية أكثر أهمية حتى في البلاط الملكي، وبدأ الاستيعاب التدريجي للنورمان، إلى أن أصبح كل من الحكام والمحكومين بحلول القرن الرابع عشر يعتبرون أنفسهم إنجليزًا ويتحدثون اللغة الإنجليزية.